# Risk
För andra betydelser, se Risk (olika betydelser).

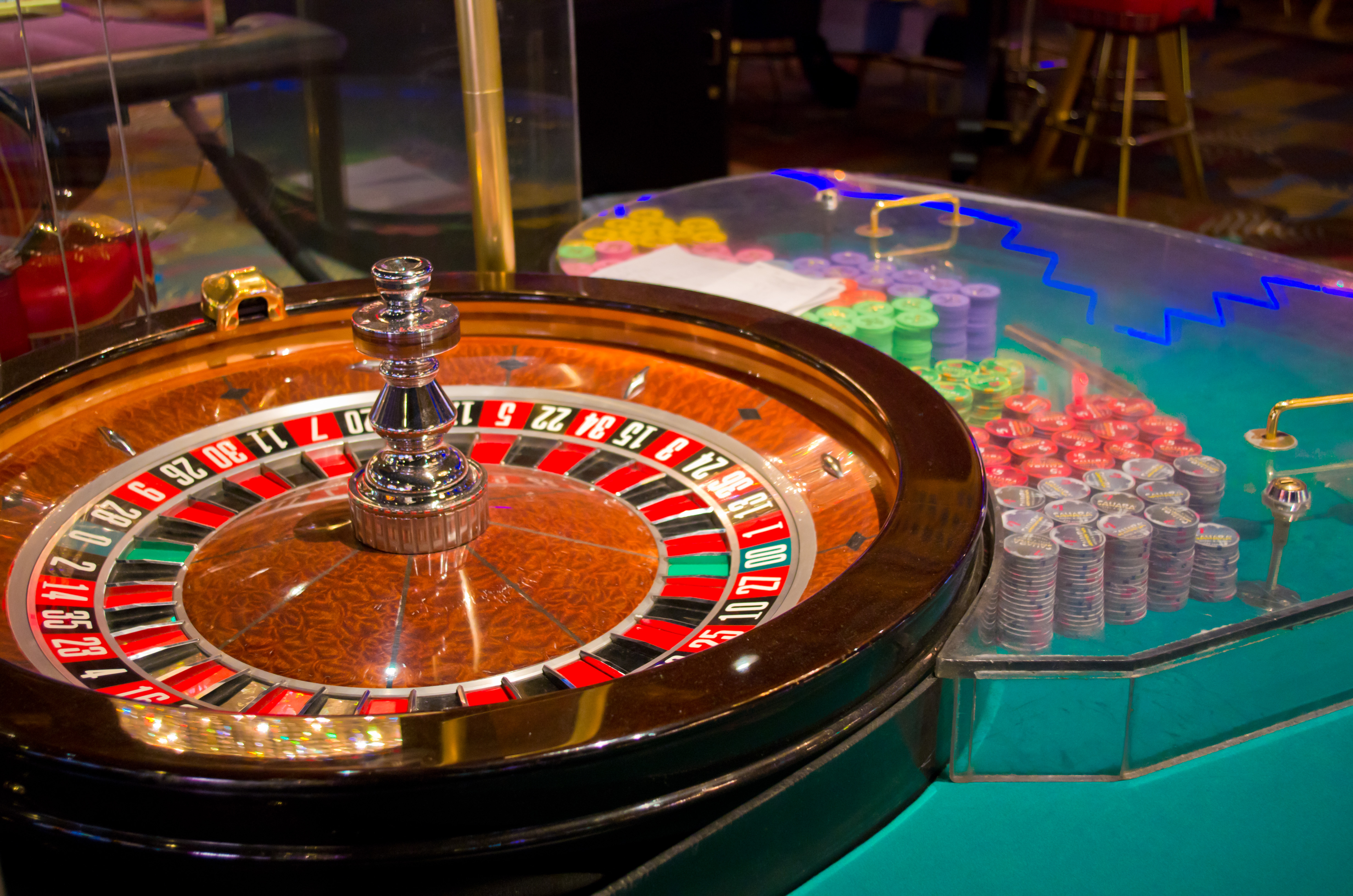
Roulette som är en typ av hasardspel kan ses som ett uttryck för vissa individers preferens att acceptera en förväntad monetär förlust i utbyte mot en viss chans att vinna ett större belopp.

Risk, även fara, avser möjligheten att skadliga eller negativa konsekvenser kan uppkomma till följd av framtida händelser vars tidpunkt, utsträckning eller utformning är okända. Risk kan beskrivas på olika sätt, till exempel som sannolikheten att en händelse uppkommer, omfattningen av händelsen och dess effekter eller typen av händelse.
Motsatsen till risk kallas ofta för chans. Ibland, framförallt i vetenskapliga sammanhang, avser risk ett mått på risken i fråga. När sådana mått inte är tillgängliga måste man föra ett kvalitativt resonemang.
Risktagande av enskilda aktörer i samhällsekonomin är en grundläggande komponent i skapandet av välstånd, samtidigt som överdrivet risktagande i ett samhälle kan riskera samhällets välstånd. Ett närliggande begrepp inom samhällsvetenskap är moral hazard.

## Innebörden av begreppet risk
Begreppet risk kan ses som en funktion av sannolikheten för att en viss händelse och dess konsekvenser inträffar, såsom omfattningen av dessa konsekvenser. En sammanvägning av konsekvens och sannolikhet är alltså en vanligt förekommande beskrivning, men det finns dock i dagsläget ingen allmänt vedertagen definition av risk.

## Riskbedömning
Riskbedömningar görs för att utröna olika typer av händelser. En typ av riskanalys är SWOT-analysen. Man kan i en sådan analys inkludera en faktoranalys, med uppdelning efter typer, förekomst, effekter, rymd, och tid. En sådan analys var Deltaprojektet. Riskneutralitet innebär att val är lika värda.
Riskbedömningar förekommer ofta i konsekvensanalyser.

## Spelteori
Inom spelteorin användes begreppet odds för att beskriva förhållandet mellan risk och chans. Risk och fara skall inte förväxlas. En fara är en potentiellt förstörande händelse. En risk är sannolikheten att faran skall inträffa eller konsekvenserna om faran skulle inträffa, eller en sammanvägning av sannolikheten och konsekvenserna. På samma sätt ser företag bl.a. Vin & Sprit som i sin riskhantering betonar att risken har två sidor, en upp- och nedsida. Uppsidan anges hos dem som en möjlighet till lönsamma affärer. Nedsidan är de hot som kan försvåra eller förhindra affärsmöjligheten. Ett angeläget arbete för Vin & Sprits Risk chef är efter identifiering, undanröja eller minimera hotet till företräde för affärsmöjligheterna.

### Spel
Spel bygger många gånger på risk. Genom att spelarna utsätts för risker så lär de sig psykologiskt hantera dessa. Riskerna kan gälla utfall i spelet eller vem som vinner och vad spelaren vinner. En risk en spelare löper - förutom riskerna i spelet, är att en motspelare fuskar.

#### Ekonomi
Inom national- och företagsekonomi är risk sannolikheten för skadliga händelser multiplicerat med den genomsnittliga skadan av dem. Sannolikheten för en skadlig händelse multiplicerat med någon värdering av skadan är också den gängse betydelsen av risk inom tekniska tillämpningar. Begreppet "risk" används ofta i investeringssammanhang och betecknar då sannolikheten för förlust av kapital. En hög volatilitet anses bidra till ökad risk. Se även riskkapital.
Kumulativ utsiktsteori (eng. Cumulative prospect theory (CPT)) av Tversky och Kahneman beskriver risk som
{\displaystyle U(p):=\int _{-\infty }^{0}v(x){\frac {d}{dx}}(w(F(x)))\,dx+\int _{0}^{+\infty }v(x){\frac {d}{dx}}(-w(1-F(x)))\,dx,}
För att undslippa vissa typer av stokastisk dominans (att vissa val, felaktigt ofta, ses som korrekta). Matematisk statistik sysslar bland annat med att bedöma utfall. Modern portföljteori försöker använda diversifiering, att ha flera tillgångsslag och olika typer av tillgångar, för att minimera risker. Detta är bara delvis möjligt och riskerar dessutom att minska överblicken över de olika tillgångarna. Value at Risk är ett begrepp som beskriver storleken på ett riskerat beloppet hos en investering, eftersom det riskerade beloppet kan vara både större eller mindre än det insatta beloppet. Residualrisk (fr. Risque d'Audit) är risken att ett fel har befunnits i en räkenskap.

## Säkerhetsteknik
Säkerhetsteknik är teknik som ökar säkerheten och därmed minskar risken för oönskade utfall. Det kan vara räcken vid ett stup, stoppknappar eller avancerade övervakningssystem. Med säkerhetsteknikens hjälp kan människor hantera vissa typer av risker och minimera dem. Genom att t.ex. noggrant övervaka en process inom industrin kan riskingenjörer avstyra farliga effekter.

### Flygsäkerhetsteknik
I samband med certifiering av ett luftfartyg krävs systemsäkerhetsanalyser, som ska täcka in allt som man kan förutse kan hända luftfartyget och piloterna. Konsekvenserna av inre och yttre fel och händelser på olika nivåer (exempelvis felfunktion hos ett enskilt instrument eller en dator, brand eller kontrollproblem på grund av kraftig isbildning) kallas ”failure conditions”. Beroende på hur allvarliga dessa konsekvenser bedöms vara tillåts vissa högsta sannolikheter. Kvalitativa krav ställs i själva bestämmelsetexten, men för att ingenjörerna ska ha möjlighet att göra beräkningar ställs detaljerade krav i siffror i ”guidance material”. För stora passagerarflygplan förutsätts katastrofala konsekvenser (huvudsakligen totalhaveri med dödsoffer) vara extremt osannolika, allvarliga konsekvenser (kraftigt minskad redundans hos ett för säkerheten viktigt system eller kraftigt ökad arbetsbelastning hos piloterna) förutsätts vara osannolika och mindre allvarliga konsekvenser får vara tämligen vanliga. Med extremt osannolik menas en sannolikhet på en på en miljard ({\displaystyle 10^{9}}) flygtimmar, med osannolik menas en sannolikhet på en på 10 miljoner ({\displaystyle 10^{7}}) flygtimmar och med vanlig menas en på tusen flygtimmar. Även sannolikheten en på hundra tusen flygtimmar används. Antalet katastrofala ”failure conditions” förutsätts dessutom vara högst 100 så att den totala sannolikheten för katastrof får bli högst en på 10 miljoner flygtimmar. Genom rapporteringssystem som flygbolagen, tillverkarna och flygsäkerhetsmyndigheterna tillsammans arbetar med följs sedan alla ”failure conditions” upp kontinuerligt så att åtgärder kan vidtas när de anses ha blivit alltför vanliga, eller om konsekvenserna (även ekonomiska) blivit större än de förutsedda.

## Försäkringar
För att dela en risk med andra individer kan försäkringar av olika typer tecknas eller utges. Försäkringar har förekommit länge, där rederibranschen var tidig med att utveckla försäkringstekniker. Försäkringsbolagens aktuarier gör riskbedömningar som ligger till grund för fastställandet av försäkringspremier, där högre risk återspeglas i en högre försäkringspremie.

## Psykologi
Psykologiskt anses människor ha en riskaversion, men även en riskaptit. Människor har dock en kognitiv dissonans gällande risker, bland annat föredras ofta redan kända risker framför okända. En stark riskaversion kan leda till ett agerande som kan förefalla irrationellt inför vissa utfall.
Marice Allais presenterade en teori om hur människor försökte maximera ett utfall istället för totalt förväntat utfall. Asymmetriska val förändrar människors preferenser, något som även gäller risker. Beslutsteori studerar hur människor hanterar risk. Frustrationstolerans är ett personlighetsdrag som brukar sammanlänkas med riskbenägenhet. Risk är för många människor ångestframkallande, medan det för andra kan uppfattas som till och med något euforiskt.

## Sociologi
Risksamhälle är ett sociologiskt begrepp som beskriver samhällen och deras inställning till risk. Begreppet blev känt av Ulrich Beck.

## Risk som begrepp i arbetsmiljöarbete
En risk definieras i arbetet vanligtvis som sannolikheten för att ohälsa eller olycksfall ska uppstå på arbetsplatsen eller till följd av arbetet. Att en risk uppstår beror oftast på mänskliga och tekniska faktorer i kombination med hur saker och ting är organiserade. Till exempel kan förhållanden i organisationen orsaka stress som i förlängningen kan leda till ohälsa, en olycka vid  en maskin kan bero på att säkerhetsutrustning saknas. I Arbetsmiljöverkets föreskrift om systematiskt arbetsmiljöarbete regleras också arbetsgivarens ansvar att göra riskbedömningar. När arbetsmiljön undersöks ska man ta ställning till sannolikheten för att uppmärksammade risker ska få konsekvenser, det vill säga leda till ohälsa eller olycksfall. Det är både arbetsgivaren och arbetstagarna som tillsammans ska kontrollera risker i arbetsmiljön.